# Athéisme

Symbole de l'athéisme.

Ne doit pas être confondu avec Antithéisme ou Misothéisme.
Au sens large, l'athéisme est défini comme l'absence ou le refus de toute croyance en quelque divinité que ce soit. Ainsi, il se désigne comme la considération qu'il n'existe aucune notion de divinité plausible, prouvable et donc réelle,,, ceci tant pour un dieu unique que pour un ensemble de divinités intégrées dans un même mythe. Au sens fort toutefois, l’athéisme désigne l'affirmation d'inexistence d'une divinité.
Le terme s'oppose donc au théisme, toutefois cette définition ainsi posée ne permet pas de le distinguer clairement de l'agnosticisme, de l'antithéisme et de l'apathéisme avec lesquels il peut être confondu.
Cette conception de l'athéisme a changé suivant les auteurs et les époques.
Qualifiés tour à tour d'apostats, d'hérétiques, de blasphémateurs, de mécréants ou encore d'infidèles (« kufr » chez les Arabes), les athées ont été et sont toujours largement victimes de persécutions et de discriminations, légales ou non, y compris dans des pays développés et laïques. L'athéisme - selon le rapport du International Humanist and Ethical Union (IHEU) de 2013 - reste aujourd'hui passible de la peine de mort dans treize pays du monde.

## Étymologie
Du grec ancien ἄθεος / átheos (littéralement « sans dieu »), qui a donné le terme latin atheos.

### Usages anciens

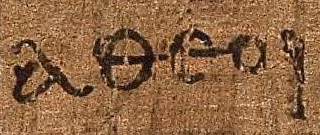
ἄθεοι (átheoi) dans la lettre aux Éphésiens (2,12) attribuée à Paul de Tarse – Papyrus 46 du début du IIIe siècle.

Dans la Grèce antique, l’adjectif « atheos » (en grec ancien : ἄθεος / átheos, composé du ἀ- privatif + θεός qui veut dire « dieu ») signifie « sans-dieu ». Le préfixe a- indique une absence de dieu revendiquée en Grèce dès le Ve siècle av. J.-C. et prend le sens de « rompre la relation avec les dieux » ou « réfuter les dieux » à la place de l’ancien sens ἀσεβής / asebḗs) (« impie »).
« La plupart [des philosophes] ont dit que les dieux existaient, mais Protagoras était dans le doute, Diagoras de Mélos et Théodore de Cyrène pensaient qu’il n’y en avait aucun. […] Diagoras, appelé άθεος (athée) et plus tard Théodore [de Cyrène] ont ouvertement nié l’existence des dieux. » (Cicéron, De la nature des dieux : I, i, 2 et XXIII, 63).
Le terme est fréquemment utilisé au cours du débat entre les premiers chrétiens et les païens, chaque camp accusant l'autre d'être « atheos » dans le seul sens péjoratif qui existait à l'époque,,, qui n'est pas celui d'incroyance ou d'hérétique, mais d'impiété ou de vanité. Il existait aussi en grec le terme ἀθεότης (atheotēs), « athéisme », que Cicéron transcrivit par le mot latin, atheos.
Avant d’acquérir son sens actuel, le mot « athée » a eu nombre d’usages différents, qui ne sont plus utilisés. Selon Émile Littré, « les Grecs distinguaient les prénoms athées (par exemple Platon) et les prénoms théophores (par exemple Dionysios) ». Un prénom « athée » est donc simplement un prénom laïque, qui ne se réfère pas à la religion. En 167 apr. J.-C., à Smyrne, un chrétien nommé Polycarpe de Smyrne, refusant de rendre hommage à l’empereur alors divinisé, se vit proposer le choix entre le bûcher ou crier publiquement « Mort aux athées ». Polycarpe s'exécuta, mais en indiquant clairement que c’étaient ses accusateurs qu’il désignait ainsi.

## Définitions
Les auteurs ont des difficultés à définir de la meilleure façon possible l'athéisme et à en classer les variantes, puisqu'il peut à la fois signifier une simple absence de croyances et un rejet réel et conscient des religions. Plusieurs catégories ont été proposées pour tenter de distinguer ces différentes formes d'athéisme, la plupart le définissant comme « absence de croyances en une ou plusieurs divinités » permettant ainsi de couvrir la variété de ce non-théisme.[réf. nécessaire]

Logo de l'association American Atheist (Image symbolisant l'athéisme comme le cœur de la science).

De plus, la diversité des définitions possibles de la divinité engendre des ambiguïtés dans le champ de la notion d'athéisme : une croyance sera compatible ou non avec l'athéisme selon que son objet sera ou pas considéré comme une divinité. « Comme la religion, l'athéisme varie avec le type de civilisation dont il est une des facettes. De même qu'il n'existe pas de religion universelle et immuable, il n'y a pas non plus d'athéisme universel et immuable ».
Selon André Comte-Sponville, il convient de faire le distinguo entre deux formes d'athéisme :
- un athéisme négatif : ne pas croire au dieu des théistes
- un athéisme positif (ou militant) : nier l'existence des dieux théistes

Théisme fait référence à une conception non-prouvée qui affirme l'existence d'un Dieu unique et cause du monde, l'athée rejette tout simplement cette conception tant qu'aucune preuve ne permet de vérifier cette théorie.
D'après Georges Minois, on peut répertorier diverses formes d’athéismes en Occident :
- Athéismes théoriques :
  - assertorique (affirme la non existence de théismes)
  - agnostique (déclarant que le problème est insoluble)
  - sémantique (déclarant que le problème n'a pas de sens)
- Athéisme pratique (vivre en estimant le problème de l'existence ou l'inexistence du divin sans conséquences sur la vie, donc pratiquement, en ignorant le sujet)
- Athéisme spéculativo-pratique (déclarant que l'existence éventuelle d'une religion ne doit pas avoir de conséquence sur le comportement)

D'après Jean Vernette, « l'athéisme est la négation de l'existence de Dieu » (alors que certains préfèrent utiliser le néologisme « adéisme »), mais se décline sous de multiples formes :
- athéisme théorique (qui a autant de déclinaisons que de philosophes et de courants philosophiques se déclarant athées)
- athéisme pratique (soustraire sa vie à la sphère religieuse)
- athéisme de méthode (condition nécessaire à l'activité scientifique : Dieu n'est pas supposé influencer les données expérimentales)

L'athéisme pragmatique considère la croyance en une ou des religions comme non nécessaire dans une vie pragmatique et préconise leur rejet. C'est une notion liée et proche de l'apathéisme et l'athéisme pratique.

### Distinction d'avec l'agnosticisme
L'athéisme n'adhère pas au théisme (dont le déisme) qui est la croyance en au moins une divinité. Quant à l’agnosticisme, il n'est pas nécessairement vu comme une opposition, mais peut l'être comme une position additionnelle compatible avec le théisme et avec l'athéisme,,, considérant l'existence des dieux comme inconnaissable. Ainsi certains ne savent pas et ne croient pas (les athées agnostiques) alors que d'autres croient sans pour autant élever cette croyance au rang de connaissance (les théistes agnostiques).

## Fondements

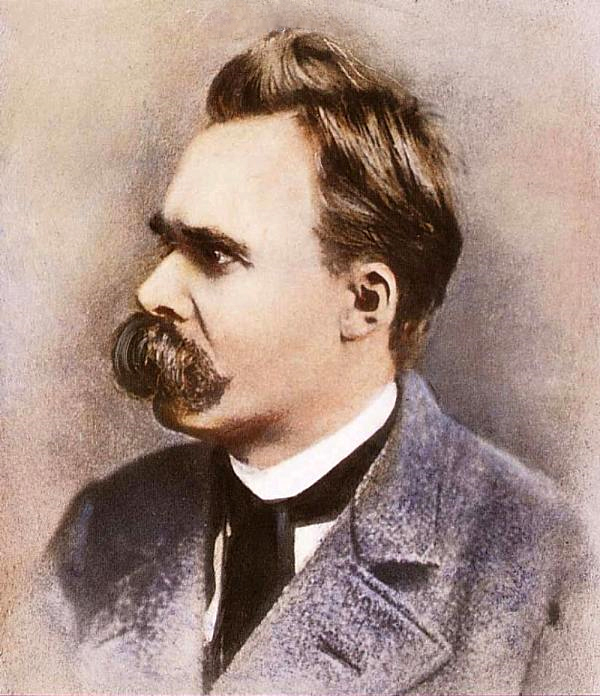
Pour Friedrich Nietzsche, « Dieu est mort ! Dieu reste mort ! Et c'est nous qui l'avons tué ! ».

L'athéisme est une position philosophique qui admet des fondements divers selon les auteurs.

### Athéisme et science

#### Le progrès des sciences et l'existence de Dieu
Les progrès de la science, notamment à partir de la révolution copernicienne, puis à l'époque des Lumières, permettent d'expliquer le monde de manière de plus en plus satisfaisante sans recours à aucun dieu de type biblique, comme le montre l'échange célèbre entre Napoléon et Laplace rapporté par Victor Hugo : « M. Arago avait une anecdote favorite. Quand Laplace eut publié sa Mécanique céleste, disait-il, l'empereur le fit venir. L'empereur était furieux. — Comment, s'écria-t-il en apercevant Laplace, vous faites tout le système du monde, vous donnez les lois de toute la création, et dans tout votre livre vous ne parlez pas une seule fois de l'existence de Dieu ! — Sire, répondit Laplace, je n'avais pas besoin de cette hypothèse ». C'était le principe même du rasoir d'Ockham. Certains historiens soulignent que dès l'Antiquité, les atomistes affirmaient que les mouvements des atomes expliquaient l'ensemble des phénomènes naturels, et que dès lors on n'avait pas besoin de faire intervenir les dieux dans la création et dans le fonctionnement de l'univers. La considération que le monde pût exister sans dieu n'est donc pas récente.
Alors que jusqu'au XVIIe siècle en Europe, la science était censée se conformer à la vision aristotélicienne, validée par le christianisme, qui affirmait l'existence d'un monde sublunaire imparfait, fait de changement, de génération et de corruption, et d'un monde céleste parfait, immobile ou doué d'un mouvement circulaire éternel et parfait. La physique de Galilée affirmait, au contraire, l'existence de taches solaires, symboles d'imperfection, et surtout, que le monde céleste obéissait aux mêmes lois que le monde sublunaire. Kepler affirma que la trajectoire des astres était elliptique et non circulaire, ce qui contredisait la vision que Copernic lui-même avait de la perfection céleste divine. Un demi-siècle plus tard, les lois de Newton confirmèrent que l'univers entier obéissait aux mêmes lois, ruinant la division entre un monde céleste divin et un monde humain. Pour autant, ces scientifiques ne se disaient pas nécessairement athées. En effet, ils remettaient certes en question la littéralité des textes, mais pas forcément le christianisme lui-même, et à plus forte raison l'existence d'un Dieu. Copernic se défendait de remettre en cause la perfection divine en mettant la Terre en mouvement. Newton croyait en l'existence d'un Dieu auteur de l'univers, et pensait même que Dieu devait intervenir pour maintenir la stabilité du système solaire. Darwin, quant à lui, s'avoua agnostique ; l'affirmation explicite de l'athéisme n'était guère possible avant le XVIIIe/XIXe siècle.

#### La séparation des magistères
Les progrès éclatants de la science peuvent amener l'ensemble de la population à croire que l'univers peut se passer de Dieu, mais en réalité on estime généralement depuis Kant (XVIIIe siècle) que la science ou la raison ne peut rien affirmer concernant les questions de la métaphysique. Aussi, s'il est impossible de prouver que Dieu existe, il est également impossible de prouver qu'il n'existe pas. La science s'occupe de l'expérience et répond à la question : « Comment ? », tandis que la métaphysique ou la religion s'occupent des vérités premières comme l'existence de Dieu ou la question : « Pourquoi ? ». Or les questions métaphysiques sont à jamais en dehors du champ de l'expérience possible, et, partant, de toute connaissance scientifique,. Plus récemment, le paléontologue Stephen Jay Gould parlait de non empiètement entre la science et la religion, ou « non empiètement des magistères » : « La science couvre le domaine empirique : ce dont est fait l'univers (…). Le magistère de la religion couvre les questions sur le sens ultime et la valeur morale. Ces deux magistères ne se chevauchent pas (…). La science étudie comment fonctionnent les cieux, et la religion comment aller au ciel ». Michel Onfray, qui milite pour l'athéisme, écrit également : « Si je ne m'appuie pas sur une critique scientifique de la religion, c'est que je ne crois pas à la scientificité d'une pareille critique ! Il faut aller au-delà de cette antique, vieille et poussiéreuse antienne de la science qui accule la religion, ça ne marche pas… Je tiens plus pour une démarche nietzschéenne, poétique, lyrique, affirmative que pour cette façon, qui date du XVIIe siècle et a fait la preuve de son échec… ».
Quant à la plupart des grandes religions, elles reconnaissent maintenant la validité du discours scientifique, à condition qu'il ne sorte pas de son domaine de compétence. Par exemple, l’Église catholique, lors du concile Vatican II, déclarait « qu'il existe « deux ordres de savoir distincts », ceux de la foi et de la raison ».

#### L'athéisme scientifique de Richard Dawkins

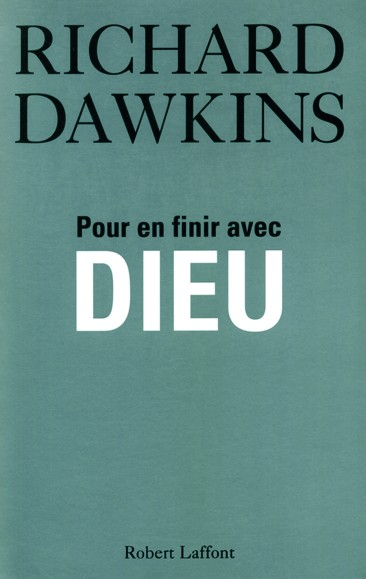
Dans Pour en finir avec Dieu, Richard Dawkins analyse l'hypothèse de l'existence de Dieu avec les mêmes outils rationnels que pour n'importe quelle autre question.

Richard Dawkins revendique pourtant un athéisme scientifique, c'est-à-dire fondé sur la science, dans son livre Pour en finir avec Dieu. Il reconnaît que la preuve formelle de la non-existence de Dieu est impossible. Mais selon lui « l’existence de Dieu est une hypothèse scientifique comme une autre » et à ce titre, elle peut être examinée par la science. À défaut d'en tirer une certitude absolue, elle peut en estimer la probabilité. Précisons que le Dieu dont il parle est un Dieu surnaturel. L'hypothèse « Dieu n'existe pas » est selon lui de loin la plus probable. Son argument central est que « loin de désigner un concepteur, l’illusion de dessein dans le monde du vivant s’explique avec bien plus d’économie et avec une élégance irrésistible par la sélection naturelle de Darwin ». Aussi l'existence de Dieu est une hypothèse inutile et improbable. De plus comme le disait Russell, « Beaucoup de croyants orthodoxes parlent comme s’il incombait aux sceptiques de réfuter les dogmes communément admis plutôt qu’aux dogmatiques de les prouver. C’est, bien sûr, une erreur. S’il m’advenait de suggérer qu’entre la Terre et Mars une théière de porcelaine gravite autour du Soleil en orbite elliptique, personne ne serait en mesure de réfuter mes dires à partir du moment où j’ai pris le soin d’ajouter qu’elle est trop petite pour être vue même par nos télescopes les plus puissants. Mais si je devais poursuivre en disant que, cette affirmation étant impossible à réfuter, c’est une prétention intolérable de la raison humaine que d’en douter, on penserait à juste titre que ce que je dis est absurde ». C'est aux croyants qu'il appartient de prouver leurs dogmes, et non l'inverse. L'hypothèse de l'existence de Dieu est donc illégitime. Puisque l'existence de Dieu est très improbable, il faut alors se comporter comme s'il n'existait pas : « je ne peux pas en être certain mais je pense que Dieu est très improbable, et je mène mon existence en me fondant sur le présupposé qu’il n’existe pas », affirme l'auteur. Partant des mêmes prémisses, la conclusion qu'il en tire est donc exactement opposée à celle de Blaise Pascal, dans son célèbre « pari ».
Cette hypothèse comporte, selon lui, plus d'inconvénients que d'avantages. Par exemple elle exacerbe les luttes meurtrières inter-groupes : « Je ne dis pas que les fortes tendances de l’humanité à être loyal dans le groupe et hostile envers le groupe extérieur n’existeraient pas quand même si la religion n’existait pas. Les fans d’équipes rivales de football sont un exemple à petite échelle de ce phénomène (…). Les langues (comme en Belgique), les races et les tribus (en particulier en Afrique) peuvent être d’importantes sources de division. Mais la religion amplifie et exacerbe les dégâts ». Un monde sans Dieu, dit-il, c'est un monde dans lequel il n'y a « pas d’attentats suicides, pas de 11 septembre, pas de 7 juillet, pas de croisades, pas de chasses aux sorcières, pas de conspiration des poudres, pas de partition de l’Inde, pas de guerres israélo-palestiniennes, pas de massacres de musulmans serbo-croates, pas de persécution de juifs « déicides », pas de « troubles » en Irlande du Nord ». Enfin, la morale, la beauté, les émotions n'ont pas besoin de Dieu pour exister : « Ce que croient la plupart des athées, c’est que, bien qu’il n’y ait qu’un seul type de matière dans l’univers et qu’elle soit physique, c’est d’elle que proviennent l’esprit, la beauté, les émotions, les valeurs morales, en somme toute la palette des phénomènes qui donnent à la vie humaine sa richesse », dit-il en citant Julian Baggini dans Atheism.
On peut résumer son propos en cinq points :
1. l'existence d'un Dieu surnaturel est une hypothèse que la science peut évaluer ;
2. cette hypothèse est scientifiquement non nécessaire ;
3. elle est scientifiquement fortement improbable ;
4. elle est nuisible à l'humanité ;
5. la vie morale, émotionnelle et esthétique de l'homme est possible sans référence à une divinité.

#### Athéisme et croyance dans la communauté scientifique
La Recherche, citant la revue américaine Science, rapportait en 1997 les positions d'un certain nombre de scientifiques croyants. L'astro-physicien George Smoot aurait émis l'idée que le fond de rayonnement cosmique, l'une des preuves à l'appui de la théorie du « Big Bang », est la « signature de Dieu »[réf. souhaitée]. Le prix Nobel de physique Charles Townes, co-inventeur du laser, prie tous les jours. Le très actif Francis Collins, co-découvreur du gène de la mucoviscidose, se définit comme un chrétien convaincu. Il ne voit pas de contradiction entre la théorie darwinienne de l'évolution et la religion : « Pourquoi Dieu n'aurait-il pas utilisé le mécanisme de l'évolution pour créer ? ». Le Belge Christian de Duve, prix Nobel de biologie 1974, affirme : « Nombre de mes amis scientifiques sont violemment athées, mais l'athéisme n'est ni étayé ni fondé par la science ». Autre Nobel, l'évolutionniste Joshua Lederberg dit : « Rien ne vient infirmer le divin. Il est incontestable que la quête scientifique est mue par un ressort religieux »[réf. souhaitée]. Le physicien John Polkinghorne a été ordonné prêtre anglican. Pour lui : « Dieu peut agir par des voies subtiles, inaccessibles à la physique ».
Pour autant, les statistiques montrent que l'incroyance est plus répandue chez les scientifiques que dans le reste de la population. En 1916, le psychologue James Leuba estimait que 40 % des scientifiques américains croyaient en l'existence d'un Dieu personnel, et 50 % à l'immortalité. La proportion était restée stable en 1997 selon La Recherche, qui se fonde sur les études de deux chercheurs américains. Seuls 7 % des scientifiques américains élus à l'Académie nationale des sciences, en 1998, étaient croyants, 20 % étaient agnostiques et le reste pourrait être qualifié d'athées, selon la revue Nature. Il y a donc beaucoup moins de croyants chez les scientifiques que dans la population générale américaine, dans laquelle 76,5 % se disent croyants et 7,1 % se déclarent athées ou agnostiques.
En France, la proportion est semblable chez les scientifiques, si l'on en croit une étude menée en 1989 auprès des responsables des unités de recherche en sciences exactes du CNRS. 110 chercheurs se disent croyants, 106 incroyants et vingt-trois agnostiques. 70 % d'entre eux pensent que la science ne pourra jamais exclure ou prouver l'existence de Dieu. Cependant, le Dieu dont ils parlent est très éloigné du Dieu des évangiles, et les scientifiques se sentent très mal à l'aise dans un culte qui continue de prêter à Dieu des sentiments humains, toujours selon cette même étude.

### Athéisme philosophique

#### Pensée antique
Selon Histoire de l'Athéisme, de Georges Minois, les présocratiques avaient une propension à l'athéisme. En effet, pour Héraclite, « le monde n'a été fait ni par un ni par des dieux, ni par des hommes ; il a toujours été, il est, et il sera ». Selon Claude Tresmontant, Parménide, qui assimile l'être absolu au monde, « est le père du matérialisme et des matérialistes, puisqu'il professe que le monde physique est l'absolu ». Quant aux atomistes, tel Leucippe, son disciple Démocrite et plus tard Épicure, ils considéraient que les dieux existaient, mais qu'ils étaient faits d'atomes du même type que ceux qui constituent le monde et les humains. Les dieux ne se souciaient pas des hommes et les hommes n'avaient pas à se soucier d'eux, ni à les craindre. Démocrite associe même la croyance religieuse à un phénomène psychologique provoqué par des illusions, phénomène qu'il faut démythifier. Donc soit les dieux sont confondus avec la nature (panthéisme), soit ils n'ont pas de pouvoir particuliers, ne sont pas à l'origine du monde et ne s'occupent pas des hommes. Beaucoup de philosophes pensent que ces présocratiques n'étaient donc pas à proprement parler athées, mais panthéistes. Toutefois l'absence totale d'un projet divin concernant l'homme et le monde détourne ces philosophes du sentiment religieux et de l'existence des Dieux tels qu'on se les représente dans la religion, et donc ces doctrines peuvent être taxées d'athéisme : « Une sorte de consensus paraît réalisé chez les philosophes autour du panthéisme, dont certains aspects pourraient même être qualifiés d'athéisme, tant les dieux sont devenus insignifiants ».

#### L'athéisme dans la pensée moderne
Au XVIIIe siècle apparaissent les premiers auteurs qui s'affirment comme athées : le curé Meslier, dont le testament peut-être arrangé a été publié par le baron d'Holbach, Nicolas Antoine Boulanger, La Mettrie qui eut pour émule Jean-Paul Marat, Denis Diderot.
À quelques nuances près, la réflexion philosophique occidentale tend en général à naturaliser le divin, à le ramener dans le monde, comme chez Spinoza, pour lequel Dieu est un synonyme de la Nature (« Deus sive Natura », Éthique, Livre IV). Il existe un débat entre panthéisme et athéisme. Chez certains, le panthéisme est en réalité un athéisme déguisé lorsque le Dieu identifié à la nature n'a ni projet ni intentionnalité. Ce panthéisme prépare ainsi la voie à un athéisme philosophique (Sade, Schopenhauer, Nietzsche). Il trouve aussi son origine chez les présocratiques, notamment les atomistes, et s'appuie de plus sur des arguments variés relatifs au relativisme, au rationalisme, au nihilisme, et même à la morale. L'athéisme refuse de postuler l'existence d'entités dont l'existence n'est ni prouvée ni observable, et souligne également l'immoralité éventuelle de cette existence (« La seule excuse de Dieu, c'est qu'il n'existe pas », propos que Prosper Mérimée attribua à Stendhal). Nietzsche reprendra la phrase dans Ecce homo (Pourquoi je suis si avisé, § 3) en regrettant que Stendhal en ait eu l'idée avant lui. Il n'existe pas d'arguments rationnels valables pour soutenir la croyance en l'existence d'un dieu quelconque, qu'il soit conçu par l'homme (anthropomorphique) ou qu'il soit une abstraction métaphysique.
À partir de l’Humanisme puis des Lumières, qui s'inspirent de l'Antiquité gréco-romaine, et jusqu’à aujourd'hui, plusieurs philosophes parvinrent à disserter avec liberté sur l'hypothèse de l'existence de Dieu ou des dieux, soit pour la remettre entièrement en cause, soit pour la reformuler. L'œuvre de Spinoza constitue l'une des critiques les plus remarquables du phénomène religieux.
L'affaire Galilée est sans doute l'une des sources, si ce n'est la principale, de l'athéisme philosophique du XVIIe siècle et des siècles suivants, car elle remit en cause les fondements et la classification des connaissances posés par la scolastique au XIIIe siècle.[réf. nécessaire]
En 1926, André Lalande écrit, dans son Vocabulaire technique et critique de la philosophie : « Ce terme nous paraît donc ne comporter qu'une valeur historique à déterminer dans chaque cas particulier, plutôt qu'une signification théorique définie ; ce qui, pour l'un, est affirmation de la divinité, peut être athéisme pour l'autre. Il convient donc mieux aux polémiques religieuses qu'à la discussion philosophique, d'où il tend d'ailleurs à disparaître ».
L'athéisme philosophique peut aller d'une critique radicale de la religion jusqu’à une attitude de recherche ou d'interrogation constructive sur l'existence de Dieu, ce qui fait partie de la légitime spéculation philosophique. Le Dictionnaire de l'Académie française (8e (1932) et 9e éditions) définit d'ailleurs seulement l'athéisme comme une « doctrine philosophique qui nie l'existence de Dieu ».
Dans le Drame de l'humanisme athée (1944, réédité en 1998), Henri de Lubac identifie quatre philosophes qui, selon lui, ont nié le plus radicalement l'existence de Dieu au cours du XIXe siècle : Auguste Comte, avec sa philosophie et sa religion positivistes, dont la loi des trois états conduit à un monde sans religion, et même sans métaphysique ; Ludwig Feuerbach, « L'homme créa Dieu à son image », Dieu comme projection des désirs de l’homme ; Karl Marx, qui conçoit toutes les croyances religieuses comme « opium du peuple » ; et Friedrich Nietzsche, avec ses concepts d'esprit libre, de surhomme et de volonté de puissance.

### Athéisme spirituel
Le spiritualisme et l'athéisme ne sont pas forcément opposés. En effet, les systèmes athées peuvent ne mettre en cause que le caractère transcendant du spirituel, et le conserver sous d'autres formes immanentes. L'athéisme n'empêche pas la croyance en d'autres formes de pensée abstraite ou d'émotions mystiques. Ainsi, des religions, tel le bouddhisme, dont les dogmes ne font pas intervenir la notion de divinité, peuvent, dans une certaine mesure, être considérées comme athées. Le philosophe français André Comte-Sponville a écrit un essai intitulé L'Esprit de l'Athéisme, introduction à une spiritualité sans Dieu, dans lequel il décrit les possibilités pour un athée de vivre une spiritualité sans notion de divinité.

## Histoire
Selon Michel Onfray, philosophe et fondateur de l'université populaire de Caen, « il n'y a pas d'athéisme au sens contemporain du terme avant le XVIIIe siècle » pour cause légale et sociale. Plus avant dans sa conférence d'introduction, il expose que les philosophes antiques que nous nommons aujourd'hui « athées » présentent en fait plusieurs variantes de scepticisme. Pour d'autres historiens, remettant en cause les conclusions de Lucien Febvre, « les plus vieilles civilisations ont connu une part d'athéisme ».
Aux temps préhistoriques (qui représentent une durée largement supérieure à celle de l'Histoire), l'absence de trace écrite rend aléatoire toute supputation sur la nature des éventuelles préoccupations métaphysiques humaines, et sur la pertinence d'une transposition des notions modernes de croyance religieuse et d'athéisme.
L'anthropologie, l'ethnographie et plus généralement toutes les sciences humaines exposent, à la plupart des époques connues, l'association systématique de concepts religieux extrêmement variés dans la naissance de toutes les sociétés examinées ; le principe religieux et le principe politique ne font alors qu'un. À l'inverse, l'athéisme, qui suppose d'abord une critique, puis éventuellement un rejet de ces concepts religieux, émerge au fil des siècles, dès que ce système religieux ne rend plus compte de la société qui l'a sécrété.

## Religions

### Judaïsme
L’athéisme juif tire ses racines de la Haskala, l'équivalent hébraïque de la Révolution des Lumières, dont il partage les sentiments antireligieux et anticléricaux. Il fait référence aux Juifs laïcs, qui n'ont pas de croyance en un dieu ou une puissance créatrice quasi personnifiée mais qui considèrent comme importante leur identité juive ou leur attachement au peuple juif.
« La Haskalah et le combat pour l'Émancipation conduisirent l'avant-garde des Juifs allemands à rompre à des degrés divers avec la tradition juive et à adopter un mode de vie et de pensée souvent beaucoup plus laïcisé que ne l'avaient anticipé les premiers apôtres de l’Aufklärung juive ».

### Christianisme

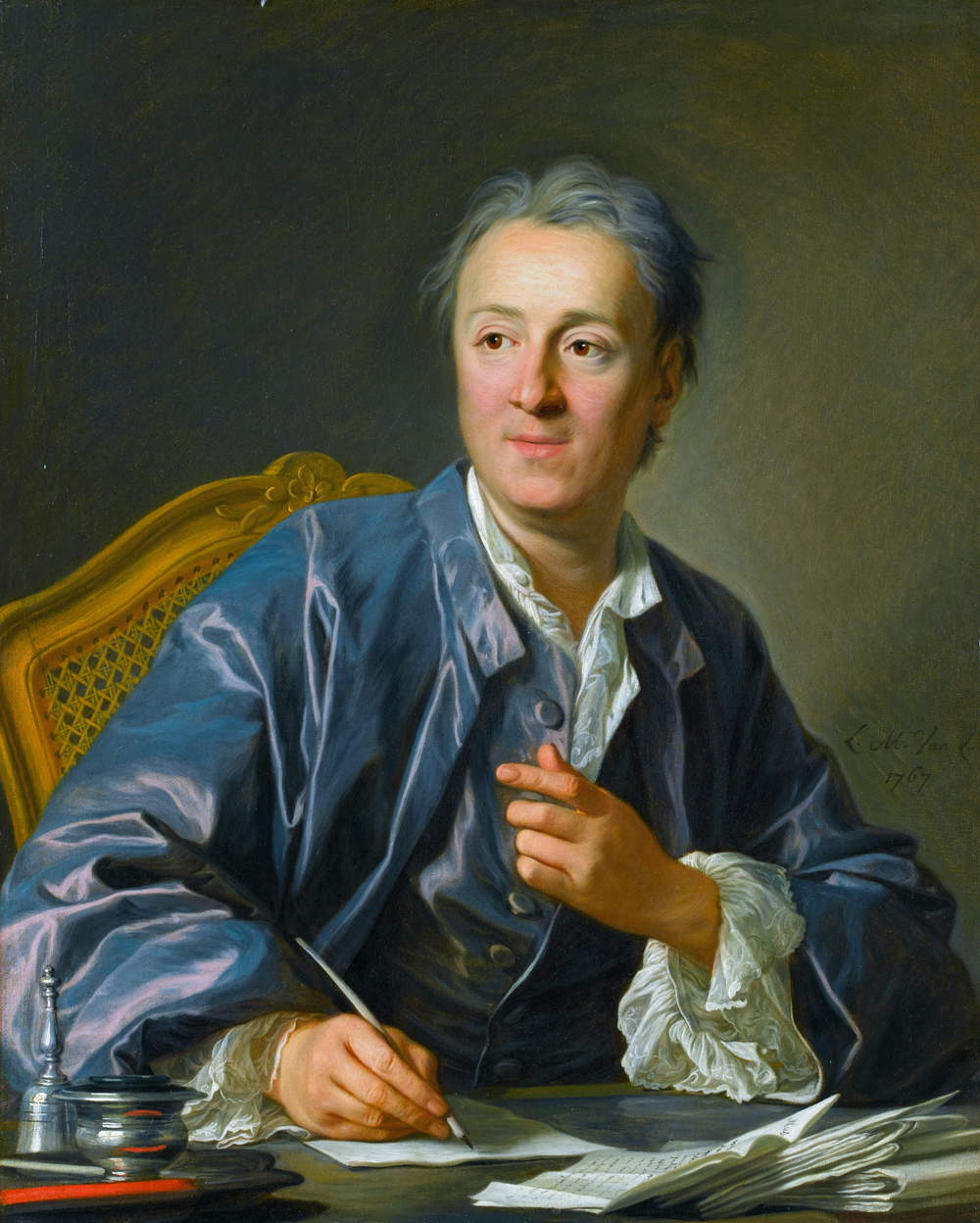
Denis Diderot remet en cause les dogmes du christianisme.

À l'époque où le christianisme dominait la vie sociale (spirituelle, politique, intellectuelle, scientifique, etc.) d'une grande partie de l'Europe, l'athéisme était généralement considéré comme le rejet de cette religion en particulier. Bien que cela ait été le cas de certains athées humanistes (en opposition notamment aux croisades et à l'Inquisition), l'antichristianisme ne représente qu'une petite frange des athées. Il existe d'ailleurs un lien historique étroit entre christianisme et athéisme, puisque c'est dans les pays de tradition chrétienne que s'est développée le plus largement la pensée athée et la laïcisation des institutions publiques.
La débaptisation n’est nullement nécessaire aux athées puisque ces derniers n'attachent pas d’importance au baptême. Son seul objectif est, pour la personne athée, purement symbolique, et exprime le désir de ne plus se voir recensée parmi les fidèles de l’Église catholique, et marquer ainsi son détachement officiel à cette dernière. En Allemagne, Autriche et Suisse, où l'État prélève un impôt religieux reversé à certaines Églises, il existe une procédure légale de sortie de l'Église (Kirchenaustritt) permettant à quiconque, ayant été baptisé ou ayant autrement déclaré son appartenance à une Église, d'être libéré de l'impôt religieux.

### Islam

#### Le Coran et l'athéisme aux débuts de l'islam
Selon certains versets du Coran, les infidèles persistant dans leur égarement seront condamnés à vivre en Enfer dans l'au-delà, sauf miséricorde divine. Toutefois, le Coran ne parle jamais explicitement des individus reniant toute croyance. En effet, la société d'Arabie préislamique était caractérisée par l'adoration d'idoles, pratiquée par la grande majorité des populations arabes à l'exception des chrétiens et des tribus juives. Dès lors, le Coran, par l'entremise de Mahomet, s'adresse aux associateurs, c'est-à-dire aux polythéistes associant des divinités à Allah, mais également aux hypocrites ou aux infidèles sans jamais mentionner l'athéisme. De la sorte, ni le dogme islamique, ni les grands penseurs faisant autorité au sein de la jurisprudence islamique ne font particulièrement référence aux athées, considérés alternativement comme polythéistes, mécréants ou alors simplement ignorés.
L'une des significations qu'il est possible d'assigner à l'athéisme au sein de la pensée islamique est le rejet de la volonté d'Allah dans la création et l'organisation du monde terrestre. Ainsi, comme l'explique le chercheur spécialiste de la sociohistoire islamique Pierre Lory, la croyance en le dahr, répandue parmi certains contemporains de Mahomet, relève de l'athéisme. Pierre Lory définit le dahr comme « le temps infini qui se déroule et gouverne l'univers selon un flux inexorable ». Cette croyance, qui prend le contre-pied des fondements du crédo musulman prônant avant tout la volonté éternelle de Dieu dans la création de l'univers et son intervention dans les affaires des hommes, est donc une forme de refus à la fois du polythéisme et du monothéisme, qui sera plus tard assimilé à une forme d'athéisme par certains historiens contemporains.
Parmi les premiers penseurs réfutant le message de l'islam et, a fortiori, toute religion au nom de la raison et de la science, se trouve notamment le sceptique arabe Ibn al-Râwandî, auteur du Livre de l'émeraude au sein duquel l'écrivain proclame la supériorité de la science profane. Au cours des IXe et Xe siècles, le médecin et chimiste perse Abû Bakr al-Râzi, ancien disciple de savants chiites, incitait à travers ses écrits les hommes à privilégier la philosophie et à rejeter les miracles décrits dans le Coran que le mathématicien considère comme irréalistes.

#### L'athéisme dans les sociétés islamiques contemporaines
Dans la plupart des pays à majorité musulmane, l'islam est intégré au tissu même de l'État et de la société. En revanche certains d'entre eux, comme la Turquie, revendiquent une laïcité forte qui provoque des polémiques nombreuses à chaque fois qu'elle est remise en cause. Cependant, dans ce dernier cas, la laïcité consiste en une séparation des institutions politiques et religieuses et n'a souvent rien à voir avec l'athéisme, très peu de Turcs se déclarant athées. Cependant, un sondage mené par Gezici Araştırma en 2020 avait interrogé 1 062 personnes dans 12 provinces et avait révélé que 28,5 % de la génération Z en Turquie s'identifient comme irréligieux.
Au début du XXIe siècle, l'athéisme est réprimé dans des pays dont l'islam est religion d'État : par exemple en Égypte où, malgré le fait que la Constitution égyptienne de 2014 garantisse explicitement la liberté de croyance des individus, les personnes athées subissent des poursuites en justice pour blasphème ou diffamation de la religion, et, fin 2017, le gouvernement projette de criminaliser l’absence de croyance.
Au début du XXIe siècle, l'athéisme est, selon certains sociologues, en sensible progression dans les populations traditionnellement musulmanes.

### Religions orientales
Pour une personne éloignée géographiquement et culturellement de l’Extrême-Orient et du sous-continent indien, la figure de la divinité n’apparaît pas dans les religions de ces régions (bouddhisme, sikhisme, jaïnisme, taoïsme, védanta, etc.) de façon claire et homogène. Certains proposent d’y voir plutôt des philosophies, et les qualifient (le bouddhisme en particulier) d’athées.
Les divinités jouent un rôle important dans le taoïsme religieux depuis ses origines. Par contre, le bouddhisme hinayana et le jaïnisme, s'ils admettent l'existence des êtres surnaturels supérieurs aux humains que sont les deva du brahmanisme, ne leur accordent aucun rôle dans le salut. Les bouddhismes mahayanas et vajrayanas accordent, eux, une place importante à des entités surnaturelles (bodhisattvas et bouddhas « transcendants »), en général appelées « déités ». Dans la philosophie mahayana, les différentes déités sont des manifestations de la même nature, qui est aussi celle du pratiquant, et qui distinguent et évoquent donc par voie symbolique les différentes qualités potentiellement présentes en chaque être. La définition de ces systèmes comme athées n’est donc qu’un point de vue possible, qui suppose une certaine analyse philosophique de la part du pratiquant ou de l’observateur.
Du point de vue de la pratique, ces philosophies prennent un caractère religieux notamment avec l'existence d'une hiérarchie pyramidale et l'institutionnalisation du statut de « personne éveillée ». Cela rend la qualification de « religion athée » délicate. Cependant il y a davantage dans ces religions l'affirmation d'un Absolu impersonnel (Tao, dharma, brahman, etc.) à la fois transcendant et immanent, que d'un dieu créateur transcendant à la façon théiste, affirmation que ces philosophies considèrent comme un anthropomorphisme.

## Politique

### Régimes d'inspiration marxiste
L'athéisme fut instauré comme doctrine officielle de certains États, au XXe siècle, notamment dans la République populaire socialiste d'Albanie d'Enver Hoxha, où l'exercice de toute religion était réprimé et où tout symbole religieux était proscrit. Les monuments religieux ont été soit détruits soit volontairement transformés. Cette situation n'est pas directement liée à la philosophie marxiste proprement dite, mais à la pratique totalitaire de régimes d'inspiration marxiste réelle ou prétendue. Par définition, un régime totalitaire (quelles que soient les doctrines dont il se réclame) considère comme subversive toute croyance en une autorité supérieure à celle de l'État ou du Parti dirigeant ; son propre système idéologique, qui n'est jamais qualifié de religion, tient lieu de religion officielle. En conséquence, les pratiques religieuses, vues comme des comportements déviants, sont soit purement et simplement proscrites, soit tolérées de façon précaire.
L'Union soviétique et ses États satellites ont également fait de l'athéisme d'État l'un des fondements de leur idéologie. Avec plus ou moins de vigueur. L'« athéisme scientifique » faisait partie des matières obligatoires à l'université. Toutes ces pratiques varièrent en intensité tout au long de l'existence de l'Union soviétique. De 1917 à 1924, le régime eut une politique conciliante envers la pratique privée, alors qu'il sécularisait les biens de l'Église orthodoxe russe. Les dirigeants étaient partagés entre la volonté d'enlever « le bandeau qui masquait la vérité au peuple » et la peur de s'aliéner les masses.
L'accession au pouvoir de Staline mit fin à cette tolérance relative. Jusqu'en 1932, le régime mena une politique répressive, marquée par de multiples destructions d'édifices religieux. Les années trente virent un lent regain de l'organisation religieuse, ralenti par un court regain de répression pendant les Grandes Purges (1937-1938). Le changement de politique fut complet lors de la Grande Guerre Patriotique (1941-1945), qui inaugura une période de détente idéologique. Un clergé officiel fut autorisé et la charge de métropolite, abolie depuis 1925, rétablie, tandis que les musulmans recevaient quatre Directions Spirituelles, autorisées à former des mollahs et à publier régulièrement des fatwas. Après-guerre, la politique de promotion de l'athéisme reprit, mais surtout, elle se combina à un durcissement des Églises officielles (les uniates d'Ukraine furent les premiers à en pâtir). Cette divergence entraîna la création d'une hiérarchie officieuse, les « églises souterraines » et l'« islam parallèle » composé des religieux de confréries soufies. En dépit de l'affirmation constante de son athéisme, l'URSS ne cessa d'emprunter à la liturgie orthodoxe. Staline inaugura cette pratique en confiant les funérailles de Lénine (1924) aux bons soins de Krasine, de la secte des « Constructeurs de Dieu ». L'embaumement du défunt avait une forte résonance orthodoxe : il faisait directement référence à l'imputrescibilité du corps du saint.
Les pratiques parallèles comme les cultes officiels furent la cible de Khrouchtchev à compter de 1959, qui se positionnait ainsi en rétablisseur de la tradition léniniste face aux errances staliniennes. L'ère Brejnev fut une accalmie : un compromis fut trouvé qui reposait sur le rôle des religieux à l'extérieur, notamment dans les relations avec les pays arabes. En revanche, Gorbatchev relança une politique répressive sur des bases idéologiques similaires à celles de Khrouchtchev. Après la chute du bloc de l’Est et de l'URSS, les cultes orthodoxe (Russie, Ukraine), catholique (Pologne), et musulman (Asie centrale, Caucase et Tatarstan) reprirent de la vigueur. L'expression de la religiosité s'accrut et des personnes nées dans des familles athées se convertirent. Certains des régimes politiques issus de la chute du bloc de l'est continuent cependant la politique religieuse mise en place par l'URSS, ou du moins, à l'instar de l'Ouzbékistan, en ont conservé les méthodes.

### Conception anglo-saxonne

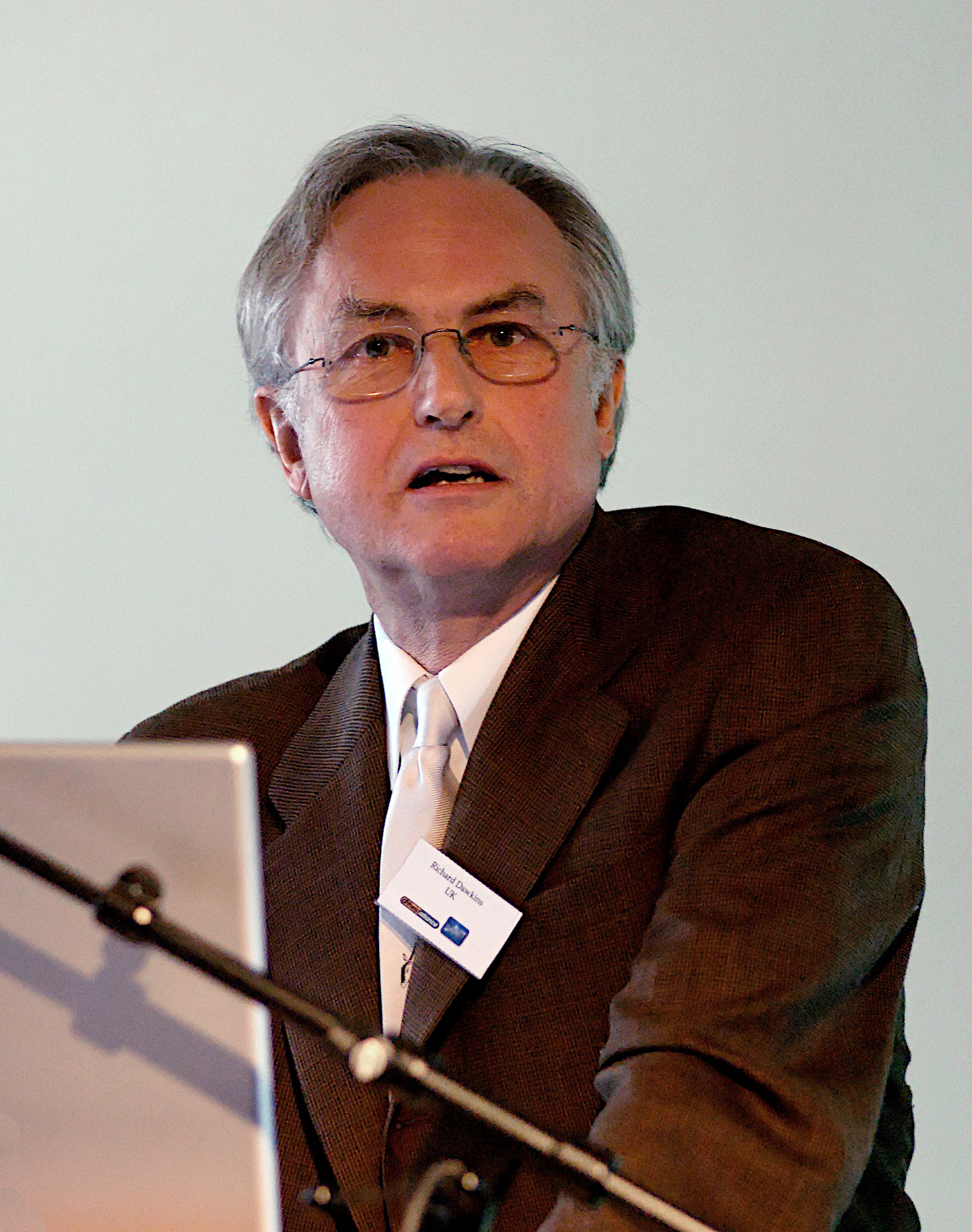
Richard Dawkins, militant athée médiatique au Royaume-Uni.

Des philosophes tels que Antony Flew et Michael L. Martin ont décrit les différences entre l'athéisme fort (positif) et l'athéisme faible (négatif). L'athéisme fort est l'affirmation explicite que les divinités sont des inventions humaines. L'athéisme faible inclut toutes les autres formes de non-théisme. D'après cette distinction, toute personne n'étant pas théiste est soit un athée faible soit un athée fort. Les termes « faible » et « fort » sont relativement récents ; cependant, les termes équivalents de « positif » et « négatif » ont été utilisés dans la littérature philosophique. En considérant cette définition de l'athéisme, la plupart des agnostiques peuvent alors se qualifier d'athées faibles.
Tandis que l'agnosticisme peut être vu comme une forme d'athéisme faible, la plupart des agnostiques envisagent leur point de vue comme différent de l'athéisme. L'incapacité de connaître la vérité quant à l'absence ou à la présence de dieux supposés incitent les agnostiques à un scepticisme plus poussé que les athées, ces derniers niant l'existence de dieux. La réponse habituelle des athées à cet argument d'une nécessité de scepticisme est que les dogmes religieux non fondés méritent aussi peu de croyances et de reconnaissance que n'importe quel autre dogme infondé, et que l'incapacité à prouver l'existence de dieux n'implique pas un argument de même valeur pour les deux partis.
Certains auteurs populaires comme Richard Dawkins (Pour en finir avec Dieu) préfèrent distinguer théistes, agnostiques et athées par la probabilité accordée à l'existence de Dieu.

## Statistiques
Diverses estimations du nombre d'athées ont été émises.

### Coefficient intellectuel
Selon une méta-analyse d'une soixantaine d'études scientifiques, les personnes athées ont, en général, des quotients intellectuels (QI) supérieurs aux personnes croyantes ou religieuses,,,,. Paradoxalement, les athées ont également une meilleure connaissance des religions que les religieux eux-mêmes.

### Organismes officiels

% d’athées (Eurobaromètre 2005).

Le World Factbook de la CIA estime, en 2007, le nombre de personnes « sans religion » à 11,77 % de la population mondiale, auquel il rajoute 2,32 % d'athées. Cependant, ces résultats sont à nuancer. Les chiffres de la CIA sont souvent éloignés de la réalité (le nombre de catholiques en France est estimé à 88 % par la CIA, alors que plusieurs sondages indiquent des chiffres autour de 27 % de catholiques croyant en Dieu). Dans une enquête de l'Eurobaromètre en juin 2005, 52 % des Européens affirment croire en un dieu, et 18 % disent qu'ils ne croient en aucune forme de divinité, d'esprit ou de force supérieure (le plus fort taux étant atteint en France, avec 33 % d'athées). Les personnes indiquant qu'elles croient en un dieu sont minoritaires dans 15 pays de l'Europe des 25. En outre, il existerait une corrélation entre la croyance en un dieu et l'âge, une corrélation inverse avec le niveau d'éducation et les femmes auraient plus tendance à croire en un dieu que les hommes (p. 10).
Dans les ouvrages de référence, la World Christian Encyclopedia annonce 1 071 millions d'agnostiques et 262 millions d'athées dans le monde en 2000. Selon l'ouvrage de Jean Baubérot (dir.), Religion et laïcité dans l'Europe des 12, 1994, page 259 : au moment de la publication de l'ouvrage, un quart de la population de l'Union européenne était « non religieuse ». 5 % des Européens étaient athées convaincus.

### Enquêtes d'opinions et sondages

% d’athées et agnostiques dans le monde 2007.

Une enquête menée dans 21 pays sur 21 000 personnes et publiée en décembre 2004 annonce que 25 % des Européens de l'Ouest se disent athées contre 12 % dans les pays d'Europe centrale et orientale. Toujours selon cette enquête publiée dans The Wall Street Journal (version européenne), 4 % des Roumains et 8 % des Grecs se disent athées. Au contraire, 49 % des Tchèques et 41 % des Néerlandais se déclarent athées[réf. nécessaire]. L'athéisme progresse nettement aux États-Unis (voir sous-section plus bas) : d'après un sondage Pew Forum d'août 2007, 8 % des Américains sont athées, soit 24 millions de personnes. Il indique aussi que les Américains agnostiques, doutant de l'existence de Dieu, constituent 21 % de la population, soit 63 millions de personnes. Selon une enquête d'avril 2009 de l’American Religious Identification Survey (en), le nombre d'Américains sans religion s'établirait à 15 %. Les athées américains s'organisent en associations, parmi lesquelles la Secular Coalition for America est la plus puissante. Dans les universités, la Secular Student Alliance possède quelque 146 bureaux sur les campus du pays. La dernière enquête en date au Canada a eu lieu entre le 22 et le 26 mai 2008, et a été réalisée sur un échantillon de 1 000 personnes par La Presse canadienne-Harris Décima. Elle indique que 23 % des Canadiens sont athées. Le pourcentage d'agnostiques s'élève à 6 %. Un précédent sondage de 2001 comptait 16,5 % d'athées dans la population.
En France, selon un sondage de l'institut de sondage CSA sur les croyances des Français réalisé en mars 2003, 26 % des personnes interrogées se déclarent « sans religion », et 33 % des personnes estiment que le terme « athée » les définit « très bien » ou « assez bien ». Dans un sondage IFOP du 12 avril 2004, 55 % des Français annonçaient croire en un dieu, 44 % affirmaient ne croire en aucun dieu et 1 % ne se prononçaient pas. Un sondage de l'institut Harris Interactive, publié par le Financial Times, daté de décembre 2006, dénombre 32 % d'athées et 32 % d'agnostiques en France (sondage réalisé sur les États-Unis, l'Allemagne, l'Espagne, la France, l'Italie et le Royaume-Uni).

#### Évolution de l'athéisme entre 2005 et 2012
Le 22 août 2012, le site de la BBC annonce que la nouvelle étude mondiale sur l'évolution des attitudes par rapport aux croyances et à l'athéisme vient de paraître. Cette étude, menée auprès de 51 927 personnes dans 57 pays sur les cinq continents, par 57 Instituts affiliés au groupe WIN-The Gallup Organization, mesure la perception, par les gens eux-mêmes, de leur relation aux croyances — ou non-croyances. Elle est intitulée The Global Religiosity and Atheism Index.
Une première étude avait été publiée en 2005, avec les mêmes questions posées, auprès du même échantillonnage, et dans les mêmes pays, ce qui donne un outil statistique sur l'évolution des attitudes, sur ces sujets-là, dans le monde.
Il ressort de ces comparaisons statistiques que, globalement, en 2012 et dans l'ensemble du monde, l'athéisme déclaré représente 13 % de la population étudiée. De plus, les personnes interrogées se déclarant « sans religion » totalisent 23 % (seules 4 % se déclarent « sans opinion » ou ont refusé de répondre).
En termes de « régions du monde », les « régions » ayant le plus fort pourcentage de personnes se déclarant « sans religion » sont, par ordre décroissant : l'Extrême-Orient (57 %), l'Amérique du Nord (33 %), l'Europe de l'Ouest (32 %), le Proche-Orient et l'Asie du Nord (ex æquo à 30 %), l'Europe de l'Est (21 %), suivis par le Monde arabe (18 %), l'Amérique latine (13 %), l'Asie du Sud (11 %) et l'Afrique (7 %).
Les « régions » ayant le plus fort pourcentage d'athées sont, par ordre décroissant : l'Asie du Nord (42 %), suivie par l'Europe de l'Ouest (14 %), l'Amérique du Nord (6 %), l'Europe de l'Est (6 %), le Proche-Orient et l'Asie du Sud (ex æquo à 3 %), et enfin l'Amérique latine, l'Afrique et le Monde arabe (ex æquo à 2 %).
Dans certains pays, l'athéisme a nettement progressé entre 2005 et 2012 : il a augmenté d'un tiers environ au Japon (de 23 % à 31 %), en Tchéquie (de 20 % à 30 %), en Corée du Sud (de 11 % à 15 %), en Allemagne (de 10 % à 15 %), en Islande (de 6 % à 10 %), et au Canada (de 6 % à 9 %). Toujours entre 2005 et 2012, il a doublé aux Pays-Bas (de 7 % à 14 %), et plus que doublé en France (de 14 % à 29 %) ainsi qu'en Pologne (de 2 % à 5 %). Il a plus que triplé en Argentine (de 2 % à 7 %), et quadruplé en Afrique du Sud (de 1 % à 4 %). Enfin, il a quintuplé aux États-Unis, passant de 1 % à 5 %.
En revanche, l'athéisme a reculé de 1 %, passant de 10 % à 9 % en Espagne, de 7 % à 6 % en Finlande, de 4 % à 3 % en Ukraine, ou encore, de 4 % à 3 % en Inde. Les plus forts taux de recul enregistrés se situent en Bosnie-Herzégovine (-5 %), en Malaisie (-4 %), et en Bulgarie (-3 %).
Les pays ayant le plus fort pourcentage d'athées « déclarés » sont : la Chine (47 %), le Japon (31 %), la Tchéquie (30 %), la France (29 %), la Corée du Sud (15 %), l'Allemagne (15 %), les Pays-Bas (14 %), l'Autriche (10 %), l'Islande (10 %), l'Australie (10 %), l'Irlande (10 %), le Canada (9 %), l'Espagne (9 %), la Suisse (9 %), Hong Kong (9 %), la Suède (8 %), la Belgique (8 %), l'Italie (8 %), l'Argentine (7 %), la Russie (6 %), la Finlande (6 %), le Sud-Soudan (6 %), l'Arabie saoudite (5 %), la Moldavie (5 %), les États-Unis (5 %), la Pologne (5 %), et l'Afrique du Sud (4 %).
Entre 2005 et 2012, l’étude constate une forte diminution de la religiosité dans certains pays comme le Vietnam (23 points de baisse de 53 % à 30 %) ou la France (21 points de baisse de 58 % à 37 %). La moyenne mondiale est en baisse de 9 points de 77 % à 68 % en 2012.
Dans une section titrée « La religiosité est plus forte chez les pauvres », le Global Index remarque : « Il est intéressant [de noter] que la religiosité décline au fur et à mesure que la prospérité matérielle des individus augmente. Alors que les résultats par nations globales sont complexes, les individus interviewés dans un pays spécifique donnent une image révélatrice. Si l'on regroupe les citoyens des 57 pays en cinq strates, depuis les relativement pauvres jusqu'aux relativement riches par rapport au niveau propre de leur pays, [on voit que] plus l'on est riche, moins l'on se définit comme religieux ».
Enfin, une autre section est intitulée : « La religiosité diminue chez les personnes ayant eu une éducation universitaire ». Il y est affirmé que « Les personnes ayant été à l'université sont 16 % à être moins religieuses que celles qui n'y sont pas allées. Plus le niveau d'éducation atteint est élevé, moins les personnes se déclarent religieuses ». Le tableau illustratif montre que, globalement, les personnes n'ayant pas atteint le niveau du secondaire sont 68 % à se déclarer religieuses ; celles ayant bénéficié d'une éducation secondaire ne sont plus que 61 % ; enfin, il n'en reste plus que 52 % parmi celles ayant atteint le niveau de l'enseignement supérieur.